# Aleurotithius
Aleurotithius es un género de hemíptero de la familia Aleyrodidae, con una subfamilia: Aleyrodinae.

## Especies
Las especies de este género son:
- Aleurotithius mexicanus Russell, 1947
- Aleurotithius timberlakei Quaintance & Baker, 1914